# Rock and Roll Outlaws
| Recensione              | Giudizio   |
| ----------------------- | ---------- |
| AllMusic                | [ 2 ]      |
| Sputnikmusic            | 3.2 (Good) |
| Dizionario del Pop-Rock | [ 4 ]      |

Rock and Roll Outlaws è il quarto album discografico dei Foghat, pubblicato dall'etichetta discografica Bearsville Records nell'ottobre del 1974.
Il disco si piazzò al #40 delle classifiche Billboard 200, dopo la pubblicazione dell'album il bassista Tony Stevens lasciò il gruppo (e fu in seguito, nel 1976, sostituito da Craig MacGregor).

## Tracce
Lato A
1. Eight Days on the Road – 6:05 (Michael Gayle, Jerry Ragovoy)
2. Hate to See You Go – 4:36 (Dave Peverett, Rod Price)
3. Dreamer – 6:34 (Dave Peverett, Rod Price)
4. Trouble in My Way – 3:27 (Dave Peverett)

Lato B
1. Rock & Roll Outlaw – 3:48 (Felix Cavaliere, Carman Moore)
2. Shirley Jean – 3:43 (Dave Peverett, Rod Price)
3. Blue Spruce Woman – 4:03 (David Anderson)
4. Chateau Lafitte '59 Boogie – 6:12 (Dave Peverett, Rod Price)

## Formazione
- ''Lonesome'' Dave Peverett - voce solista, chitarra
- Rod Price - chitarra solista, voce
- Tony Stevens - basso
- Roger Earl - batteria

Note aggiuntive
- Nick Jameson - produttore, ingegnere del suono
- Tony Outeda - coordinatore
- Peter Riches - fotografie
- Richard Mantel, AGI - design[7]